# Huguenot
Huguenot là những tín hữu Kháng Cách tại Pháp chấp nhận nền thần học Calvin. Thuật từ này có từ đầu thế kỷ 16 và thường được dùng để gọi những người thuộc Giáo hội Cải cách Pháp. Vào thời đỉnh cao, ước tính cộng đồng Huguenot chiếm khoảng 10% dân số Pháp, phần nhiều sống tại miền Tây và miền Nam nước này.

## Lịch sử

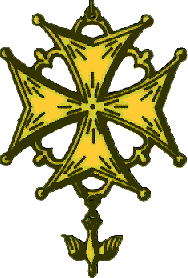
Thập tự giá Huguenot

## Nội chiến

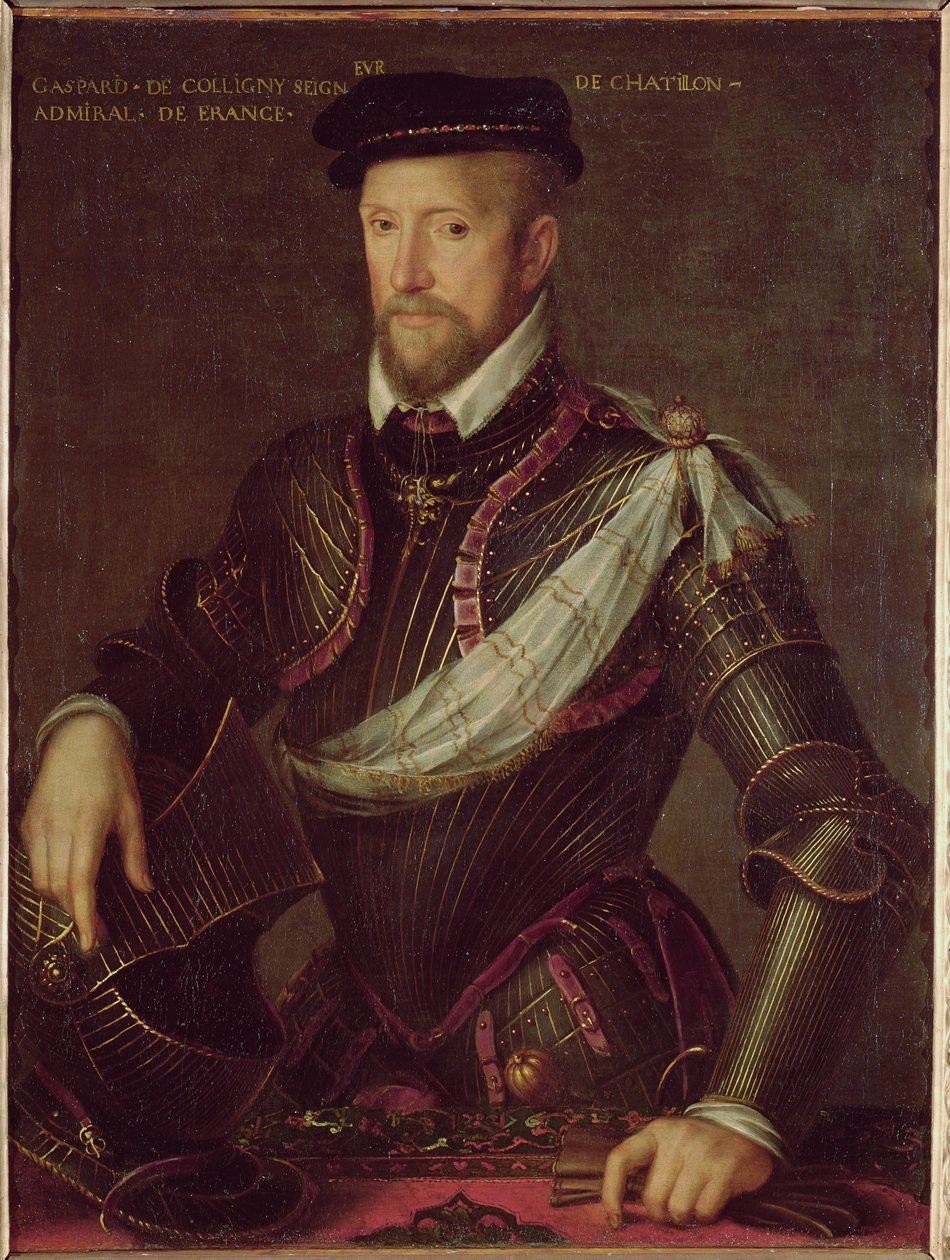
Gaspard de Coligny

### Thảm sát Ngày lễ Thánh Barthélemy

Thảm sát Ngày lễ Thánh Barthélemy, tranh của François Dubois (1790 - 1871).

### Nam Phi

Đài Tưởng niệm Huguenot tại Franschhoek, Nam Phi.

### Đức và Bắc Âu

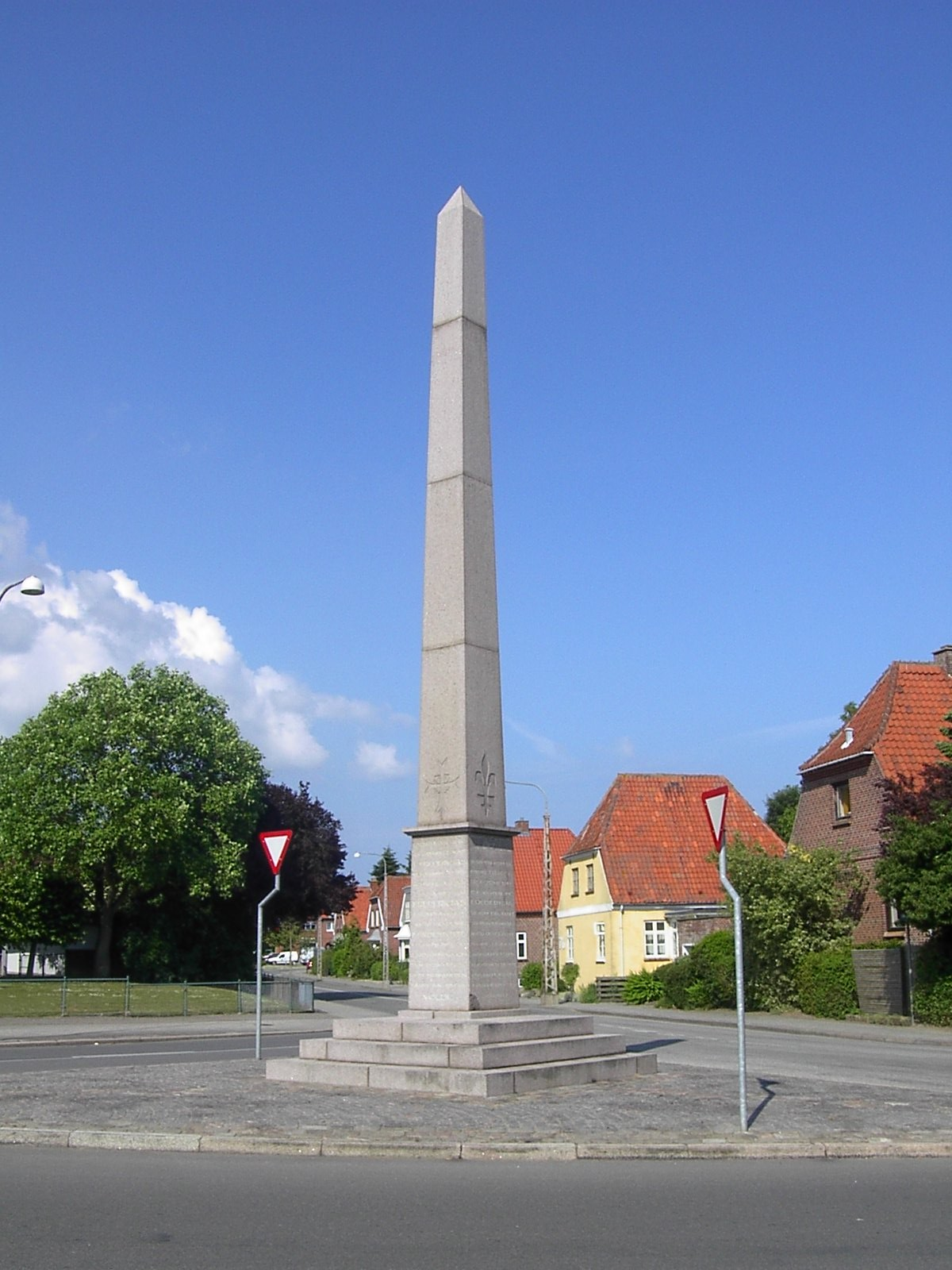
Tháp Kỷ niệm của di dân Huguenot tại Fredericia, Đan Mạch